# Dagobert (sandwich)
Ne doit pas être confondu avec club sandwich.
Pour les articles homonymes, voir Dagobert.
Un dagobert (parfois simplement abrégé en dago) est, dans la partie liégeoise de la Région wallonne ainsi qu'en province de Luxembourg, un sandwich composé de baguette garnie de jambon, agrémenté de fromage (souvent du gouda) et de nombreuses crudités, au choix : laitue, rondelles de cornichons, petits oignons au vinaigre, tomates, concombre, carottes râpées (parfois mélangées à du céleri-rave râpé également), œufs durs, le tout nappé de mayonnaise.
Ce sandwich s'appelle généralement 'club' dans le reste de la Fédération Wallonie-Bruxelles.
Son nom vient de la bande dessinée américaine, Blondie, dont le mari Dagwood, nommé Dagobert dans la version française, se prépare régulièrement des sandwichs gigantesques.